# Позъю
Позъю (Позью; устар. Позь-Ю) — река в России, течёт по территории Усть-Куломского района Республики Коми. Устье реки находится в 118 км по левому берегу Северной Кельтмы на высоте 117 м над уровнем моря. Длина реки составляет 23 км, площадь водосборного бассейна 129 км².
Крупнейшие приток — Косвож.

## Данные водного реестра
По данным государственного водного реестра России относится к Двинско-Печорскому бассейновому округу, водохозяйственный участок реки — Вычегда от истока до города Сыктывкар, речной подбассейн реки — Вычегда. Речной бассейн реки — Северная Двина.
Код объекта в государственном водном реестре — 03020200112103000015258.